# Gradara
Gradara (La Gradèra in dialetto gallo-piceno) è un comune italiano di 4 882 abitanti della provincia di Pesaro e Urbino nelle Marche.
L'antico abitato è cinto da una doppia linea di mura medievali e dominato dalla Rocca di Gradara, al primo posto tra i musei marchigiani più visitati.

## Geografia fisica
Gradara è situata a circa sei chilometri dalla costa adriatica, in corrispondenza del promontorio del San Bartolo. Sorge in area collinare, estrema propaggine dell'Appennino. È conosciuta soprattutto per la sua storica Rocca malatestiana, che assieme al suo borgo fortificato e alla sua cinta muraria costituisce un caratteristico esempio di architettura medievale.
Secondo alcuni autori romagnoli, apparterrebbe alla regione della Romagna storica .

## Storia
La storia antica di Gradara è strettamente legata alle vicissitudini del suo castello, soggetto nei secoli al dominio delle famiglie Malatesta, Sforza, Della Rovere e dei Mosca.

### Simboli
(Descrizione araldica dello stemma)
(Descrizione araldica del gonfalone)
(Descrizione araldica della bandiera)
Lo stemma e il gonfalone sono stati concessi con l'apposito Decreto del Presidente della Repubblica il 19 giugno 1998.

## Monumenti e luoghi d'interesse
- Rocca demaniale
- Gradara War Cemetery
- Torre dell'orologio
- Camminamenti di ronda
- Teatro dell'Aria
- Museo storico e Grotte medievali
- Casa del mercante
- Palazzo Rubini Vesin
- Teatro comunale
- Casa del gufo
- Chiesa SS.Sacramento

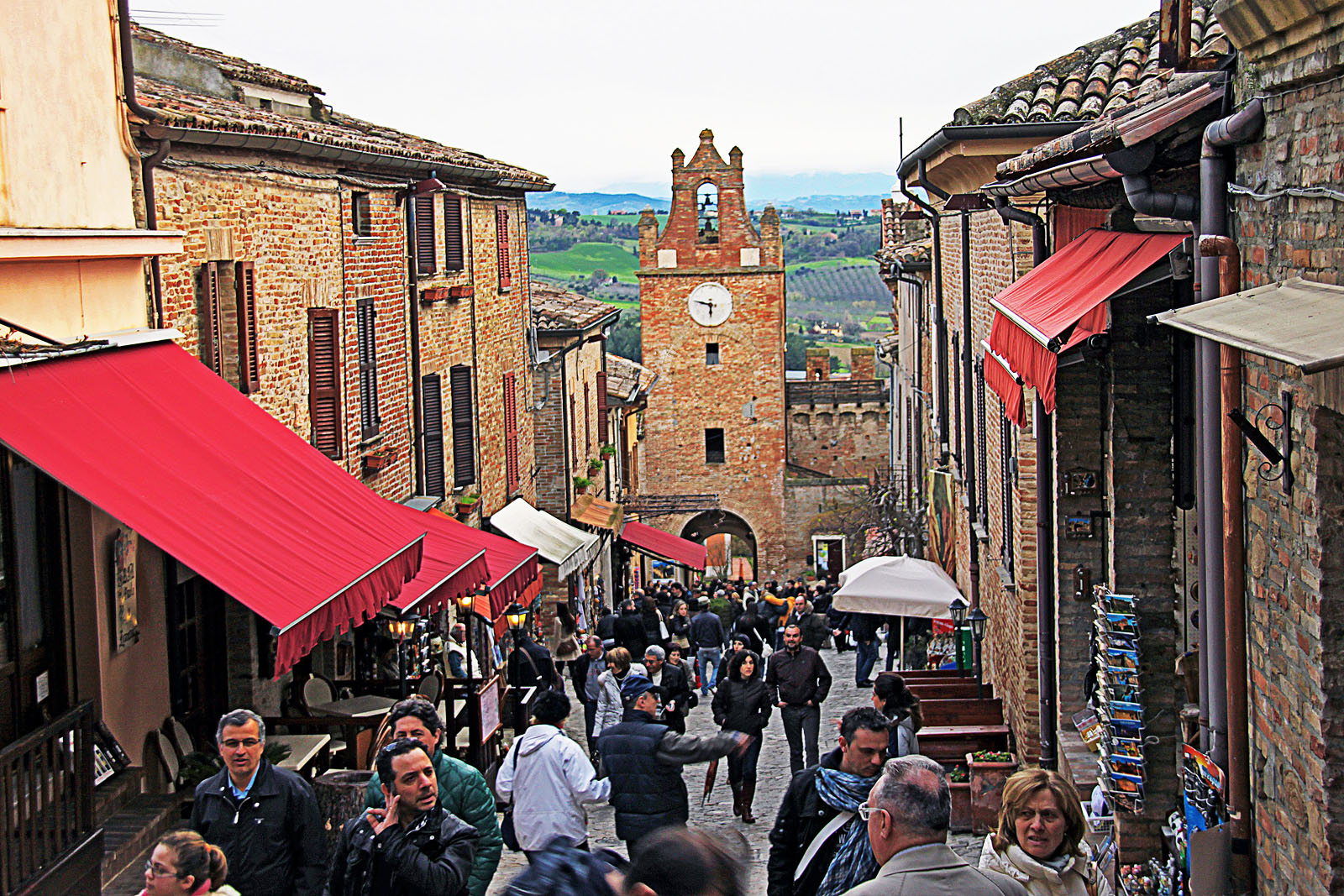
Via Umberto I

- Chiesa parrocchiale di San Giovanni Battista
- La Rocchetta
- Il giardino degli ulivi

## Società

### Evoluzione demografica
Abitanti censiti

### Etnie e minoranze straniere
Secondo i dati ISTAT, al 1º gennaio 2021 la popolazione straniera residente era di 318 persone e rappresentava il 6,5% del totale. Le comunità straniere più numerose (con percentuale sul totale della popolazione straniera) erano:
1. Romania, 89 (27,99%)
2. Ucraina, 31 (9,75%)
3. Polonia, 30 (9,43%)
4. Moldavia, 21 (6,60%)
5. Albania, 21 (6,60%)
6. Senegal, 15 (4,72%)
7. Marocco, 15 (4,72%)
8. Bulgaria, 14 (4,40%)
9. Cuba, 12 (3,77%)

## Economia

### Agricoltura
Fa parte anche dell'associazione nazionale Città dell'Olio.

### Artigianato
Tra le attività economiche tradizionali, le più diffuse e importanti sono quelle artigianali, come la lavorazione ordinaria e artistica della ceramica e della maiolica.

### Turismo
Il comune, a vocazione turistica, fa parte dell'associazione i borghi più belli d'Italia e nel 2004 è stato insignito della Bandiera arancione del Touring Club Italiano.
Dal 1991 al 2002 la città ha ospitato annualmente Gradara Ludens, una delle prime manifestazioni italiane dedicate al gioco. Il festival è stato ripristinato nel 2023, con Beniamino Sidoti come direttore artistico.

## Amministrazione
| Periodo          | Periodo          | Primo cittadino    | Partito                                                       | Carica                     | Note          |
| ---------------- | ---------------- | ------------------ | ------------------------------------------------------------- | -------------------------- | ------------- |
| 19 giugno 1985   | 27 maggio 1990   | Maria Piermaria    | Partito Comunista Italiano                                    | Sindaco                    | [ 16 ]        |
| 28 maggio 1990   | 23 aprile 1995   | Sandro Sorbini     | Partito Comunista Italiano Partito Democratico della Sinistra | Sindaco                    | [ 16 ]        |
| 24 aprile 1995   | 13 giugno 1999   | Sandro Sorbini     | Partito Democratico della Sinistra Democratici di Sinistra    | Sindaco                    | [ 16 ]        |
| 14 giugno 1999   | 13 giugno 2004   | Sandro Sorbini     | Centro-sinistra                                               | Sindaco                    | [ 16 ]        |
| 14 giugno 2004   | 22 febbraio 2006 | Gianfranco Micucci | Lista civica                                                  | Sindaco                    | [ 16 ] [ 18 ] |
| 23 febbraio 2006 | 28 maggio 2006   | Franca Foronchi    | Lista civica                                                  | Vicesindaca - Sindaca f.f. | [ 16 ]        |
| 29 maggio 2006   | 15 maggio 2011   | Franca Foronchi    | Lista civica                                                  | Sindaca                    | [ 16 ]        |
| 16 maggio 2011   | 5 giugno 2016    | Franca Foronchi    | Insieme per Gradara                                           | Sindaca                    | [ 16 ]        |
| 6 giugno 2016    | 4 ottobre 2021   | Filippo Gasperi    | Per Gradara                                                   | Sindaco                    | [ 16 ] [ 19 ] |
| 4 ottobre 2021   | in carica        | Filippo Gasperi    | Lista civica                                                  | Sindaco                    | [ 16 ]        |

## Sport

### Calcio a 11
Il Gradara Calcio si è fuso nel 2010 con il vicino club di Gabicce Mare per formare il Gabicce Gradara che milita nel campionato di Promozione. La squadra gioca le sue gare interne a Gabicce Mare.
Nel 2016 il nome del Gradara è tornato in auge grazie al cambio di denominazione del Fanano, seconda società cittadina. Per il 2022-23 il club milita in Terza Categoria.